# 2018년 동계 올림픽 포르투갈 선수단
2018년 동계 올림픽 포르투갈 선수단은 대한민국 평창에서 개최되는 2018년 동계 올림픽에 참가하는 올림픽 포르투갈 선수단이다.

## 메달 집계
| 종목 | 1 | 2 | 3 | 합계 |
| 합계 |   |   |   |      |